# Евангелическо-лютеранская церковь в Республике Намибия
Евангелическо-лютеранская церковь в Республике Намибия (нем. Evangelisch-Lutherische Kirche in der Republik Namibia) — лютеранская конфессия, базирующаяся в Намибии. Общее количество членов составляет около более 600 000 человек.

## История
Церковь основана, благодаря работе Рейнского миссионерского общества с 1842 года. Церковь формально учреждена в 1957 году как Евангелическо-лютеранская церковь Юго-Западной Африки (Рейнская миссия). Свое нынешнее название она получила в 1990 году, после обретения Намибией независимости.  В 1970 году церковь присоединилась ко Всемирной лютеранской федерации, и стала членом Всемирного совета церквей в 1992 году.
В декабре 2015 года церковь отложила работу своего синода, который обычно собирается раз в шесть лет, «до устранения предполагаемых нарушений, касающихся административных процедур». Синод проходил с 30 января по 4 февраля 2016 года, но затем выборы членов национального церковного совета «по сообщениям, были проведены ненадлежащим образом, поскольку некоторым членам, имеющим право голоса, было отказано в участии в избирательном процессе». Выборы были признаны недействительными, и в июле 2016 года был проведен внеочередной синод. Однако консенсуса достичь не удалось, и срок полномочий церковного совета был продлен до 31 августа 2017 года.

## Межконфессиональные отношения
Совместно с Евангелическо-лютеранской церковью в Намибии церковь управляет теологической семинарией Паулинум. В 2007 году эти две конфессии. вместе с немецкоязычной евангелическо-лютеранской церковью в Намибии образовали Объединенный церковный совет лютеранских церквей в Намибии. Целью этого органа является, в конечном счете, достижение церковного союза.

## Внешние ссылки
- elcrnam.org — официальный сайт Евангелическо-лютеранская церковь в Республике Намибия